# Saint-Martin-aux-Buneaux
Saint-Martin-aux-Buneaux település Franciaországban, Seine-Maritime megyében. Lakosainak száma 636 fő (2022. január 1.). Saint-Martin-aux-Buneaux Auberville-la-Manuel, Sassetot-le-Mauconduit, Butot-Vénesville, Veulettes-sur-Mer és Vinnemerville községekkel határos.

## Népesség
A település népessége az elmúlt években az alábbi módon változott:
| Lakosok száma | 668  | 667  | 681  | 660  | 655  | 651  | 646  | 642  | 636  |
|               | 2013 | 2015 | 2016 | 2017 | 2018 | 2019 | 2020 | 2021 | 2022 |